# ناوشکن کلاس موگادور
دیسترویر کلاس موگادور (به انگلیسی: Mogador-class destroyer) یک کلاس از کشتی است که طول آن ۱۳۷٫۵ متر (۴۵۱ فوت) می‌باشد.